# Gmelin-Beifuß
Der Gmelin-Beifuß (Artemisia gmelinii) ist eine Pflanzenart aus der Gattung Artemisia in der Familie der Korbblütler (Asteraceae).
Es ist nach ihrem Entdecker, dem Naturwissenschaftler Johann Friedrich Gmelin (* 1748 in Tübingen), benannt.

## Merkmale
Der Gmelin-Beifuß ist ein Zwergstrauch, der Wuchshöhen von 30 bis 100 Zentimeter erreicht. Er ist nur wenig aromatisch. Die Köpfe haben einen Durchmesser von 2,5 bis 4 Millimeter. Die Blätter sind lang gestielt und 2-fach (bis 3-fach) fiederschnittig. Die Mittelrippe weist kleine Zwischenabschnitte auf. Die Spreite misst 3 bis 15 × 1 bis 8 Zentimeter.

## Vorkommen
Der Gmelin-Beifuß kommt im warmgemäßigten Russland, der Mongolei, China und Japan in Stein- und Schottersteppen, an Uferhängen und auf Flusskies vor.

## Nutzung
Der Gmelin-Beifuß wird selten als einjährige Zierpflanze für Rabatten genutzt. Er ist seit spätestens 1910 in Kultur. Es gibt nur die Sorte 'Viridis'. Diese ist pyramidenförmig und reichblättrig.

## Belege
- Eckehardt J. Jäger, Friedrich Ebel, Peter Hanelt, Gerd K. Müller (Hrsg.): Rothmaler Exkursionsflora von Deutschland. Band 5: Krautige Zier- und Nutzpflanzen. Spektrum Akademischer Verlag, Berlin Heidelberg 2008, ISBN 978-3-8274-0918-8.